# Thyra av Danmark
Thyra av Danmark (Thyra Amelia Caroline Charlotte Anne), född 29 september 1853 i Köpenhamn, död 26 februari 1933 i Gmunden i Österrike, var dotter till kung Kristian IX av Danmark och Louise av Hessen-Kassel och gift med Ernst August, före detta kronprins av Hannover och hertig av Cumberland och Teviotdale.

## Biografi

### Uppväxt

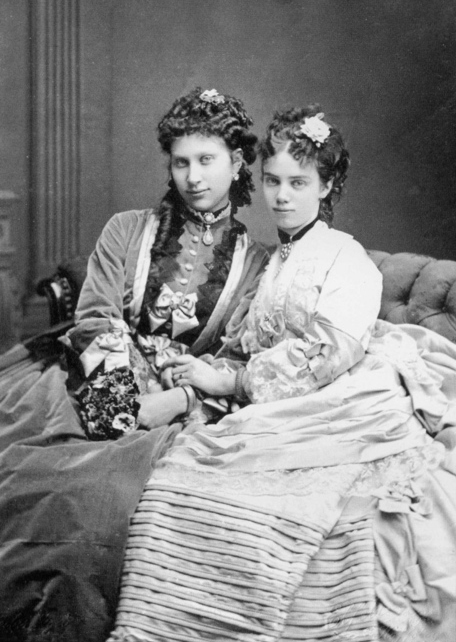
Prinsessan Thyra med sin svägerska Louise av Sverige.

Thyra kallades av sin far för "gode datter". Hon var avhållen av både allmänhet och familj för sin "stilla och blida natur"; hon hade till skillnad från resten av den danska kungafamiljen även ett gott förhållande till sin svägerska Louise av Sverige.
Thyra är välkänd för historien om sitt utomäktenskapliga barn: år 1871 ska hon ha förälskat sig i en ung hovofficer, Vilhelm Marcher, vilket ledde till en graviditet. Enligt denna tids värderingar var detta en skandal; Marcher hängde sig den 2 januari 1872, och det beslutades inom familjen att Thyra skulle föda barnet i hemlighet under ett besök hos sin bror Georg I av Grekland i Aten. I Aten förklarades Thyra lida av gulsot som krävde vila, och hon födde vid jul en dotter som adopterades bort till ett danskt par. Uppgifterna har dock inte bevisats. 

### Äktenskap

Hertiginnan av Cumberland med sin dotter, Olga.

Thyra mottog äktenskapsförslag med tiden från både Nederländernas och Storbritanniens kungafamiljer. Hon gifte sig 22 december 1878 med Ernst August, före detta kronprins av Hannover och hertig av Cumberland och Teviotdale. Äktenskapet arrangerades av modern. Brudgummens anti-preussiska åsikter togs som förevändning av Preussen att upphäva Pragfredens berömda paragraf 5, vilket släckte Danmarks hopp att återfå något av Slesvig. De diplomatiska förvecklingarna gjorde att paret fick lämna Danmark snabbt efter bröllopet. 

### Senare liv
Efter bröllopet levde paret på slottet Schloss Cumberland i Gmunden i Österrike, den före detta hannoveranska dynastins residens. Parets relation var god, men den enformiga tillvaron på slottet ledde till psykiska problem för Thyra, som 1887 fick ett nervsammanbrott. Hon fick ofta avstå från att besöka familjesammankomsterna i Danmark för att maken inte ville låta henne resa, men fick besök av sin far i sitt hem, samt besökte ofta det österrikiska kejsarhovet. Hon stödde Tyskland under första världskriget i motsats till resten av sin familj, men detta lades henne aldrig till last. 

## Barn

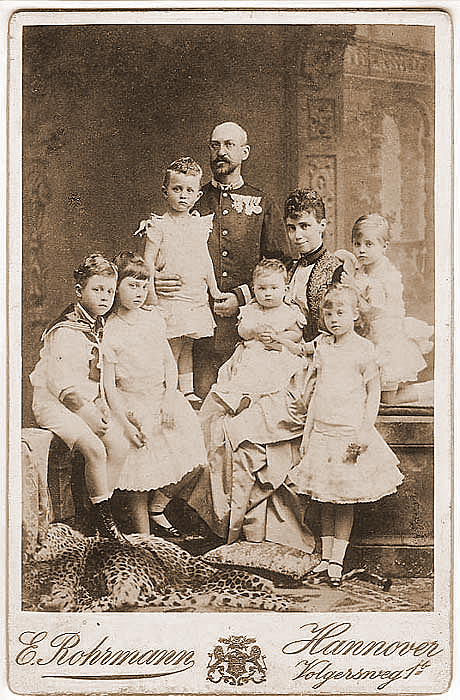

1. Prinsessan Marie Louise av Cumberland och Hannover (1879–1948), gift med Maximilian av Baden (1867–1929).
2. Prins Georg Wilhelm av Cumberland och Hannover (1880–1912).
3. Prinsessan Alexandra av Cumbeland och Hannover (1882–1963), gift med Fredrik Frans IV av Mecklenburg-Schwerin (1882–1945).
4. Prinsessan Olga av Cumberland och Hannover (1884–1958).
5. Prins Christian av Cumberland och Hannover (1885–1901).
6. Prins Ernst August, hertig av Braunschweig (1887–1953).